# Anopheles amictus
Anopheles amictus är en tvåvingeart som beskrevs av Edwards 1921. Anopheles amictus ingår i släktet Anopheles och familjen stickmyggor. Inga underarter finns listade i Catalogue of Life.

## Bildgalleri

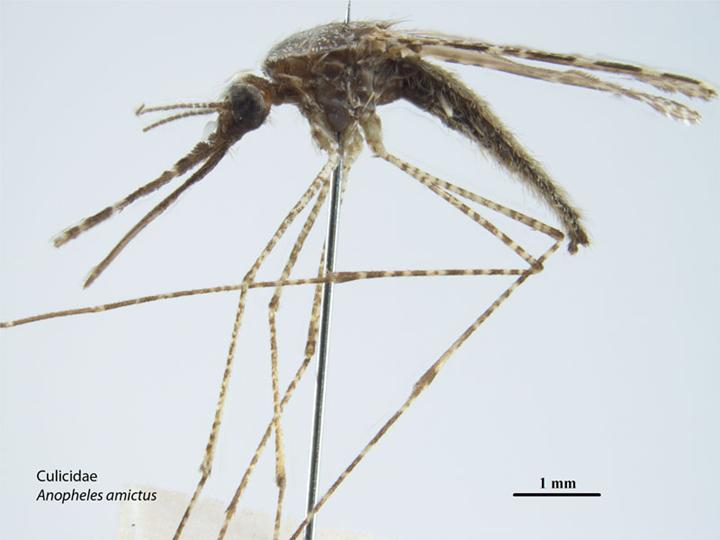
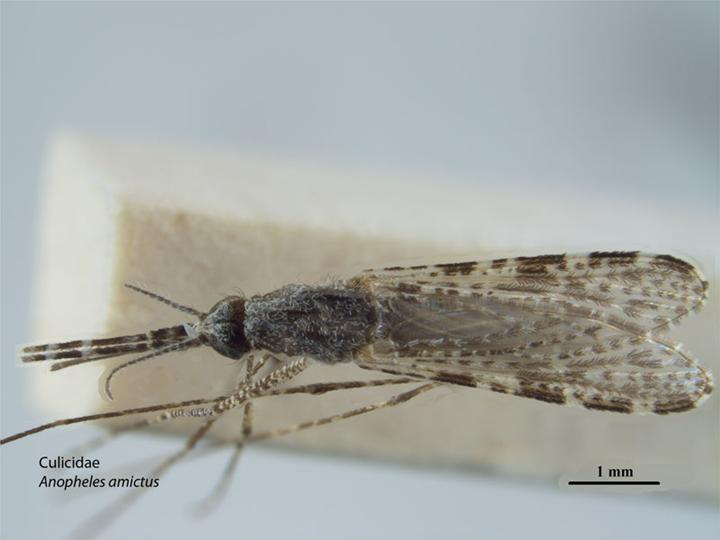